# Peter Wisgerhof
Peter Wisgerhof (Wageningen, 19 de noviembre de 1979) es un exfutbolista neerlandés que jugaba en la demarcación de defensa.

## Selección nacional
Jugó un total de dos partidos con la selección de fútbol de los Países Bajos. Hizo su debut el 17 de noviembre de 2010 en un partido amistoso contra Turquía que finalizó con un resultado de 1-0 a favor del combinado neerlandés tras un gol de Klaas-Jan Huntelaar. Su segundo y último partido lo jugó el 9 de febrero de 2011 contra Austria, de nuevo en calidad de amistoso y con victoria por 3-1 de la selección de los Países Bajos tras los goles de Wesley Sneijder, Klaas-Jan Huntelaar y Dirk Kuijt de penalti, al igual que Marko Arnautović para la selección austriaca.

## Clubes
| Estadísticas | Estadísticas | Estadísticas | Liga  | Liga  | Copa     | Copa     | Continental | Continental | Otro    | Otro    | Total | Total |
| Temporada | Club         | Liga         | Part. | Goles | Part.    | Goles    | Part.       | Goles       | Part.   | Goles   | Part. | Goles |
| Países Bajos | Países Bajos | Países Bajos | Liga  | Liga  | KNVB Cup | KNVB Cup | Europa(1)   | Europa(1)   | Otro(2) | Otro(2) | Total | Total |
| --- | ------------ | ------------ | ----- | ----- | -------- | -------- | ----------- | ----------- | ------- | ------- | ----- | ----- |
| 1999–00 | SBV Vitesse  | Eredivisie   | 15    | 0     | 0        | 0        | 3           | 0           | -       | -       | 18    | 0     |
| 2000–01 | NEC          | Eredivisie   | 34    | 4     | 4        | 1        | -           | -           | -       | -       | 38    | 1     |
| 2001–02 | NEC          | Eredivisie   | 30    | 1     | 1        | 0        | -           | -           | -       | -       | 31    | 1     |
| 2002–03 | NEC          | Eredivisie   | 32    | 1     | 4        | 0        | -           | -           | -       | -       | 36    | 1     |
| 2003–04 | NEC          | Eredivisie   | 33    | 1     | 1        | 0        | 2           | 0           | -       | -       | 36    | 1     |
| 2004–05 | NEC          | Eredivisie   | 27    | 1     | 1        | 0        | 2           | 0           | -       | -       | 30    | 1     |
| 2005–06 | NEC          | Eredivisie   | 31    | 0     | 4        | 1        | -           | -           | 3       | 0       | 38    | 1     |
| 2006–07 | NEC          | Eredivisie   | 34    | 2     | 2        | 0        | -           | -           | 2       | 1       | 38    | 2     |
| 2007–08 | NEC          | Eredivisie   | 32    | 1     | 3        | 1        | -           | -           | 6       | 0       | 41    | 2     |
| 2008–09 | NEC          | Eredivisie   | 17    | 2     | 1        | 0        | 6           | 0           | -       | -       | 24    | 2     |
| 2008–09 | FC Twente    | Eredivisie   | 17    | 3     | 4        | 0        | 0           | 0           | -       | -       | 21    | 3     |
| 2009–10 | FC Twente    | Eredivisie   | 33    | 1     | 4        | 0        | 12          | 0           | -       | -       | 49    | 1     |
| 2010–11 | FC Twente    | Eredivisie   | 32    | 0     | 5        | 0        | 11          | 1           | 1       | 0       | 49    | 1     |
| 2011–12 | FC Twente    | Eredivisie   | 28    | 4     | 2        | 0        | 12          | 0           | 3       | 0       | 45    | 4     |
| 2012–13 | FC Twente    | Eredivisie   | 11    | 0     | 1        | 0        | 8           | 1           | 1       | 0       | 21    | 1     |
| 2013–14 | FC Twente    | Eredivisie   | 1     | 0     | 0        | 0        | 0           | 0           | -       | -       | 1     | 0     |
| Total | Total        | Total        | 407   | 21    | 37       | 3        | 56          | 2           | 16      | 1       | 516   | 27    |
| 1 Incluye partidos de la Liga de Campeones de la UEFA y de la UEFA Europa League. 2 Incluye partidos de la Supercopa de los Países Bajos y de los Eredivisie playoffs. |              |              |       |       |          |          |             |             |         |         |       |       |